# Liste von Burgen, Schlössern und Festungen im Département Charente-Maritime
Die Liste von Burgen, Schlössern und Festungen im Département Charente-Maritime listet bestehende und abgegangene Anlagen im Département Charente-Maritime auf. Das Département zählt zur Region Nouvelle-Aquitaine in Frankreich.

Wappen des Départements Charente-Maritime (17)
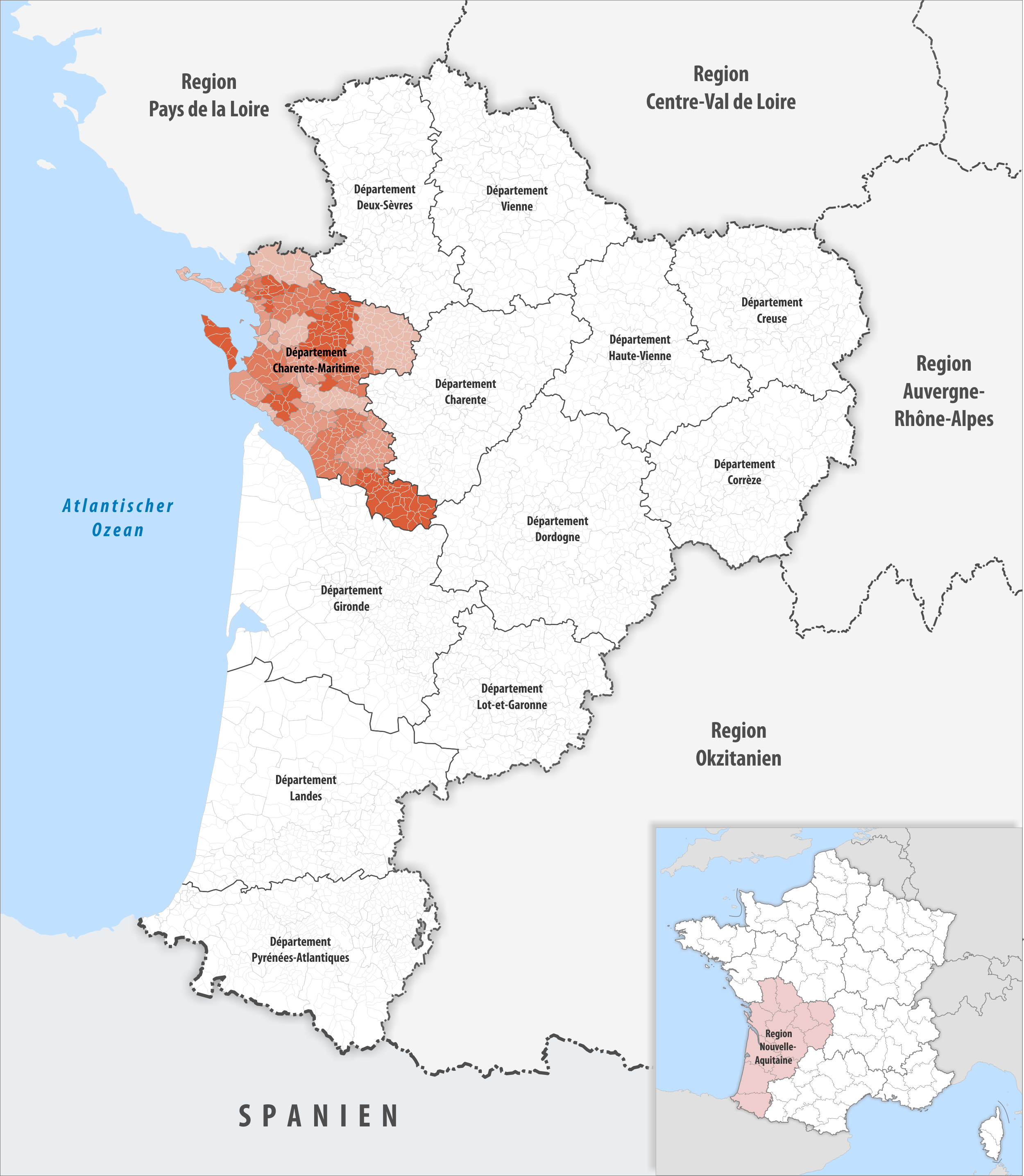
Lage des Départements Charente-Maritime in der Region Nouvelle-Aquitaine
Lage der Region Nouvelle-Aquitaine in Frankreich

## Liste
Bestand am 16. Januar 2022: 143
| Name deu / fra                                                                     | Gemeinde / Lage                                | Typ (Untertyp)       | Bemerkungen                                                                                 | Bild |
| ---------------------------------------------------------------------------------- | ---------------------------------------------- | -------------------- | ------------------------------------------------------------------------------------------- | ---- |
| Schloss Annezay Château d'Annezay                                                  | Annezay 46,010498° N, 0,713199° W              | Schloss              | Heute ein Hotel                                                                             |      |
| Schloss Ardennes Château d'Ardennes                                                | Fléac-sur-Seugne 45,52445° N, 0,5079° W        | Schloss              | Zum Schloss umgebaute ehemalige Wasserburg                                                  |      |
| Burg Aulnay Château d'Aulnay                                                       | Aulnay 46,019772° N, 0,34621° W                | Burg                 | Ruine, Donjon gut erhalten, im Zentrum des Ortes                                            |      |
| Schloss Authon Château d'Authon                                                    | Authon-Ébéon 45,835278° N, 0,403889° W         | Schloss              |                                                                                             |      |
| Schloss Balanzac Château de Balanzac                                               | Balanzac                                       | Schloss              |                                                                                             |      |
| Burg Bardine Château de Bardine                                                    | Lorignac                                       | Burg                 | Ruine                                                                                       |      |
| Schloss Beaufief Château de Beaufief                                               | Mazeray                                        | Schloss              |                                                                                             |      |
| Schloss Beaulieu Logis de Beaulieu                                                 | La Laigne                                      | Schloss              |                                                                                             |      |
| Schloss Beaulon Château de Beaulon                                                 | Saint-Dizant-du-Gua                            | Schloss              |                                                                                             |      |
| Schloss Benon Château de Benon                                                     | Benon                                          | Schloss              | Heute das Rathaus (Hôtel de ville/Mairie)                                                   |      |
| Schloss Berneray Château de Berneray                                               | Saint-Savinien                                 | Schloss              |                                                                                             |      |
| Burg Bernessard Château de Bernessard                                              | Gémozac                                        | Burg                 | Ruine                                                                                       |      |
| Schloss Bignay Château de Bignay                                                   | Bignay                                         | Schloss              |                                                                                             |      |
| Schloss Bois-Charmant Château de Bois-Charmant                                     | aux Nouillers                                  | Schloss              |                                                                                             |      |
| Schloss Bois-Vert Château de Bois-Vert                                             | Fouras                                         | Schloss              |                                                                                             |      |
| Schloss Bonnemie Château de Bonnemie                                               | Saint-Pierre-d’Oléron                          | Schloss              |                                                                                             |      |
| Schloss Bouchereau Logis de Bouchereau                                             | Macqueville                                    | Schloss              | Teilweise erhalten                                                                          |      |
| Fort Boyard                                                                        | Rochefort 45,999722° N, 1,213889° W            | Seefestung           | Ist im Spielfilm Die Abenteurer mit Alain Delon und Lino Ventura aus dem Jahr 1967 zu sehen |      |
| Schloss La Bristière Château de la Bristière                                       | Échillais                                      | Schloss              |                                                                                             |      |
| Turm Broue Tour de Broue                                                           | Saint-Sornin                                   | Burg (Turm)          | Ruine                                                                                       |      |
| Schloss Burie Château de Burie                                                     | Burie                                          | Schloss              |                                                                                             |      |
| Schloss Bussac Château de Bussac                                                   | Bussac-sur-Charente                            | Schloss              |                                                                                             |      |
| Schloss Buzay Château de Buzay                                                     | La Jarne                                       | Schloss              |                                                                                             |      |
| Schloss Caillères Château de Caillères                                             | Clérac                                         | Schloss              |                                                                                             |      |
| Schloss La Cave Château de la Cave                                                 | Saint-Savinien                                 | Schloss              |                                                                                             |      |
| Schloss Champdolent Château de Champdolent                                         | Champdolent                                    | Schloss              |                                                                                             |      |
| Schloss La Charlotterie Château de la Charlotterie                                 | Fontcouverte                                   | Schloss              |                                                                                             |      |
| Schloss Charron Château de Charron                                                 | Charron                                        | Schloss              |                                                                                             |      |
| Schloss Château-Couvert Château de Château-Couvert                                 | Migron                                         | Schloss              |                                                                                             |      |
| Schloss Chatelars Château de Chatelars                                             | Meursac                                        | Schloss              |                                                                                             |      |
| Burg Chatenet Château de Chatenet                                                  | Rétaud                                         | Burg                 | Ruine                                                                                       |      |
| Schloss Chaux Château de Chaux                                                     | Chevanceaux                                    | Schloss              |                                                                                             |      |
| Schloss Clam Château de Clam                                                       | Saint-Georges-Antignac                         | Schloss              |                                                                                             |      |
| Schloss Le Clavier Château du Clavier                                              | Lagord                                         | Schloss              |                                                                                             |      |
| Schloss Le Colombier Château du Colombier                                          | Le Gua                                         | Schloss              |                                                                                             |      |
| Burg Cônac Château de Cônac                                                        | Saint-Thomas-de-Conac                          | Burg                 | Ruine                                                                                       |      |
| Schloss Coulonges Château de Coulonges                                             | Saint-Savinien                                 | Schloss              |                                                                                             |      |
| Schloss Cramahé Château de Cramahé                                                 | Salles-sur-Mer                                 | Schloss              |                                                                                             |      |
| Schloss Crazannes Château de Crazannes                                             | Crazannes                                      | Schloss              |                                                                                             |      |
| Schloss Dampierre-sur-Boutonne Château de Dampierre-sur-Boutonne                   | Dampierre-sur-Boutonne                         | Schloss              |                                                                                             |      |
| Schloss Diconche Château de Diconche                                               | Saintes                                        | Schloss              |                                                                                             |      |
| Schloss Didonne Château de Didonne                                                 | Semussac                                       | Schloss              | Heute ein Hotel                                                                             |      |
| Schloss Dion Château de Dion                                                       | Chérac                                         | Schloss              |                                                                                             |      |
| Schloss Le Douhet Château du Douhet                                                | Le Douhet                                      | Schloss              |                                                                                             |      |
| Schloss Écoyeux Château d'Écoyeux (Château de Polignac)                            | Écoyeux                                        | Schloss              |                                                                                             |      |
| Schloss L’Epine Château de l'Épine                                                 | Plassay                                        | Schloss              |                                                                                             |      |
| Schloss L’Espie Château de l'Espie                                                 | Clérac                                         | Schloss              |                                                                                             |      |
| Schloss La Faucherie Château de la Faucherie                                       | L’Houmeau                                      | Schloss              |                                                                                             |      |
| Schloss Favières Château de Favières                                               | Mosnac                                         | Schloss              |                                                                                             |      |
| Schloss La Faye Château de la Faye                                                 | Villexavier                                    | Schloss              |                                                                                             |      |
| Schloss Feusse Château de Feusse                                                   | Saint-Just-Luzac                               | Schloss              |                                                                                             |      |
| Schloss Fontaines Château de Fontaines                                             | Fontaines-d’Ozillac                            | Schloss              |                                                                                             |      |
| Schloss Forgettes Château de Forgettes                                             | Saint-Savinien                                 | Schloss              |                                                                                             |      |
| Burg Fouras Fort de Fouras                                                         | Fouras                                         | Burg (Donjon)        |                                                                                             |      |
| Schloss La Garde Château de la Garde                                               | Salignac-sur-Charente                          | Schloss              |                                                                                             |      |
| Schloss La Gataudière Château de la Gataudière                                     | Marennes                                       | Schloss              |                                                                                             |      |
| Schloss Geay Château de Geay                                                       | Geay                                           | Schloss              |                                                                                             |      |
| Burg Le Gibeau Château du Gibeau                                                   | Marignac                                       | Burg (Turm)          |                                                                                             |      |
| Schloss Les Gonthières Château des Gonthières                                      | Périgny                                        | Schloss              |                                                                                             |      |
| Schloss La Grange Château de la Grange                                             | Saint-Jean-d’Angély                            | Schloss              |                                                                                             |      |
| Schloss La Grève Château de la Grève                                               | Puy-du-Lac                                     | Schloss              |                                                                                             |      |
| Schloss L’Herbaudière Château de l'Herbaudière                                     | Salles-sur-Mer                                 | Schloss              |                                                                                             |      |
| Schloss La Hoguette Château de La Hoguette                                         | Chamouillac                                    | Schloss              |                                                                                             |      |
| Schloss Jonzac Château de Jonzac                                                   | Jonzac                                         | Schloss              | Heute Sitz der Verwaltungsbehörden                                                          |      |
| Turm L’Isleau Tour de l'Isleau                                                     | Saint-Sulpice-d’Arnoult                        | Burg (Turm)          | Ruine                                                                                       |      |
| Schloss La Laigne Château de la Laigne                                             | Asnières-la-Giraud                             | Schloss              |                                                                                             |      |
| Schloss Laléard Château de Laléard                                                 | Saint-Hilaire-de-Villefranche                  | Schloss              |                                                                                             |      |
| Schloss Landes Château de Landes                                                   | Landes                                         | Schloss              |                                                                                             |      |
| Fort Louis                                                                         | La Rochelle                                    | Festung              | Temporäre Feldbefestigung, vollständig verschwunden                                         |      |
| Fort Louvois                                                                       | Bourcefranc-le-Chapus 45,857111° N, 1,17425° W | Seefestung           | Zugang bei Ebbe vom Kontinent aus über 400 m Pier möglich                                   |      |
| Schloss Luchat Château de Luchat                                                   | Luchat                                         | Schloss              |                                                                                             |      |
| Schloss Luret Château de Luret                                                     | Tonnay-Boutonne                                | Schloss              |                                                                                             |      |
| Schloss Lussac Château de Lussac                                                   | Lussac                                         | Schloss              |                                                                                             |      |
| Schloss La Magdeleine Château de la Magdeleine                                     | Saint-Martin-d’Ary                             | Schloss (Herrenhaus) |                                                                                             |      |
| Schloss Le Maine-Moreau Logis de Maine-Moreau                                      | Annepont                                       | Schloss (Logis)      |                                                                                             |      |
| Schloss Marlonges Château de Marlonges                                             | Chambon                                        | Schloss              |                                                                                             |      |
| Schloss Matha Château de Matha                                                     | Matha                                          | Schloss              | Ruine                                                                                       |      |
| Schloss Meux Château de Meux                                                       | Meux                                           | Schloss              |                                                                                             |      |
| Schloss Mirambeau Château de Mirambeau                                             | Mirambeau                                      | Schloss              |                                                                                             |      |
| Schloss Mons Château de Mons                                                       | Royan                                          | Schloss              |                                                                                             |      |
| Burg Montendre Château de Montendre                                                | Montendre                                      | Burg                 | Ruine                                                                                       |      |
| Burg Montguyon Château de Montguyon                                                | Montguyon                                      | Burg                 | Ruine                                                                                       |      |
| Schloss La Morinerie Château de la Morinerie                                       | Écurat                                         | Schloss              |                                                                                             |      |
| Schloss Mornay Château de Mornay                                                   | Saint-Pierre-de-l’Isle                         | Schloss              |                                                                                             |      |
| Schloss La Mothe Château de la Mothe                                               | Meursac                                        | Schloss              |                                                                                             |      |
| Schloss Mouillepied Château de Mouillepied                                         | Port-d’Envaux                                  | Schloss              |                                                                                             |      |
| Schloss Le Mung Château du Mung                                                    | Le Mung                                        | Schloss              |                                                                                             |      |
| Schloss Neuvicq Château de Neuvicq-le-Château                                      | Neuvicq-le-Château                             | Schloss              |                                                                                             |      |
| Schloss Nieul-le-Virouil Château de Nieul-le-Virouil                               | Nieul-le-Virouil                               | Schloss              |                                                                                             |      |
| Burg Nieul-lès-Saintes Château de Nieul-lès-Saintes                                | Nieul-lès-Saintes                              | Burg                 | Ruine                                                                                       |      |
| Schloss Orignac Château d'Orignac                                                  | Saint-Ciers-du-Taillon                         | Schloss              |                                                                                             |      |
| Schloss Panloy Château de Panloy                                                   | Port-d’Envaux                                  | Schloss              |                                                                                             |      |
| Schloss Le Passage Château du Passage                                              | Yves                                           | Schloss              |                                                                                             |      |
| Schloss Les Pères Métairie des Pères                                               | aux Gonds                                      | Schloss              |                                                                                             |      |
| Schloss Périgny Château de Périgny                                                 | Périgny                                        | Schloss              |                                                                                             |      |
| Schloss Pernan Château de Pernan                                                   | Avy                                            | Schloss              |                                                                                             |      |
| Schloss Le Pinier Château du Pinier                                                | La Vallée                                      | Schloss              |                                                                                             |      |
| Schloss Pisany Château de Pisany                                                   | Pisany                                         | Schloss              |                                                                                             |      |
| Schloss Plassac Château de Plassac                                                 | Plassac                                        | Schloss              |                                                                                             |      |
| Schloss Poléon Château de Poléon                                                   | Saint-Georges-du-Bois                          | Schloss              |                                                                                             |      |
| Donjon von Pons Donjon de Pons                                                     | Pons                                           | Burg (Donjon)        | Ruine                                                                                       |      |
| Schloss Pons Château de Pons                                                       | Pons                                           | Schloss              |                                                                                             |      |
| Schloss La Prévôté Château de la Prévôté                                           | Port-d’Envaux                                  | Schloss              |                                                                                             |      |
| Schloss Le Priousté Château du Priousté                                            | Port-d’Envaux                                  | Schloss              |                                                                                             |      |
| Schloss La Puisade Château de la Puisade                                           | Saint-Just-Luzac                               | Schloss              |                                                                                             |      |
| Schloss Puyrigauld Château de Puyrigauld                                           | Léoville                                       | Schloss              |                                                                                             |      |
| Schloss Ransanne Château de Ransanne                                               | Soulignonne                                    | Schloss              |                                                                                             |      |
| Schloss La Richardière Château de La Richardière                                   | Marsilly                                       | Schloss              |                                                                                             |      |
| Schloss La Rigaudière Château de la Rigaudière                                     | Médis                                          | Schloss              |                                                                                             |      |
| Schloss Rioux Château de Rioux                                                     | Rioux                                          | Schloss              |                                                                                             |      |
| Schloss Le Roc Château du Roc                                                      | Saint-Thomas-de-Conac                          | Schloss              |                                                                                             |      |
| Schloss La Roche-Courbon Château de la Roche-Courbon                               | Saint-Porchaire                                | Schloss              |                                                                                             |      |
| Hafenbefestigung La Rochelle Vieux-Port de La Rochelle                             | La Rochelle                                    | Festung              | Befestigte Hafeneinfahrt                                                                    |      |
| Schloss Rochemont Château de Rochemont                                             | Fontcouverte                                   | Schloss              |                                                                                             |      |
| Schloss Romefort Château de Romefort                                               | Saint-Georges-des-Coteaux                      | Schloss              |                                                                                             |      |
| Schloss Roussillon Château de Roussillon                                           | Saint-Germain-du-Seudre                        | Schloss              |                                                                                             |      |
| Schloss Saint-Jean-d’Angle Château de Saint-Jean-d'Angle                           | Saint-Jean-d’Angle                             | Schloss              |                                                                                             |      |
| Schloss Saint-Maigrin Château de Saint-Maigrin                                     | Saint-Maigrin                                  | Schloss              |                                                                                             |      |
| Schloss Saint-Maury Château de Saint-Maury                                         | Pons                                           | Schloss              |                                                                                             |      |
| Turm Saint-Sauvant Tour de Saint-Sauvant                                           | Saint-Sauvant                                  | Burg (Turm)          |                                                                                             |      |
| Schloss Saint-Seurin-d’Uzet Château de Saint-Seurin-d'Uzet                         | Chenac-Saint-Seurin-d’Uzet                     | Schloss              |                                                                                             |      |
| Schloss Saint-Seurin-de-Clerbise Château de Saint-Seurin-de-Clerbise               | Belluire                                       | Schloss              |                                                                                             |      |
| Schloss Saint-Simon-de-Bordes Château de Saint-Simon-de-Bordes                     | Saint-Simon-de-Bordes                          | Schloss              |                                                                                             |      |
| Schloss La Salle Château de la Salle                                               | Gémozac                                        | Schloss              |                                                                                             |      |
| Schloss Les Salles Château des Salles                                              | Saint-Fort-sur-Gironde                         | Schloss              |                                                                                             |      |
| Schloss La Sauzaie Château de la Sauzaie                                           | Saint-Xandre                                   | Schloss              |                                                                                             |      |
| Schloss Soubise Hospice de Soubise (Hôtel des Rohan)                               | Soubise                                        | Schloss (Hospiz)     |                                                                                             |      |
| Schloss Surgères Château de Surgères                                               | Surgères                                       | Schloss              |                                                                                             |      |
| Schloss Le Taillan Château du Taillan                                              | Saint-Martin-d’Ary                             | Schloss (Herrenhaus) |                                                                                             |      |
| Schloss Taillebourg Château de Taillebourg                                         | Taillebourg                                    | Schloss              | Ruine                                                                                       |      |
| Schloss Tesson Château de Tesson                                                   | Tesson                                         | Schloss              |                                                                                             |      |
| Schloss Théon Château de Théon                                                     | Arces                                          | Schloss              |                                                                                             |      |
| Schloss Thérac Château de Thérac                                                   | Les Gonds                                      | Schloss              |                                                                                             |      |
| Schloss La Tillade Château de la Tillade                                           | Saint-Simon-de-Pellouaille                     | Schloss              |                                                                                             |      |
| Schloss Tonnay-Charente Château de Tonnay-Charente (Château des ducs de Mortemart) | Tonnay-Charente                                | Schloss              |                                                                                             |      |
| Schloss Les Touches Château des Touches                                            | Villars-en-Pons                                | Schloss              |                                                                                             |      |
| Schloss La Tour Château de la Tour                                                 | Port-d’Envaux                                  | Schloss              |                                                                                             |      |
| Schloss Le Treuil-Bussac Château du Treuil-Bussac                                  | Fouras                                         | Schloss              |                                                                                             |      |
| Schloss Usson Château d'Usson                                                      | Pons                                           | Schloss              |                                                                                             |      |
| Schloss Vallade Logis de Vallade                                                   | Rétaud                                         | Schloss (Logis)      |                                                                                             |      |
| Schloss Vaux-sur-Mer Château de Vaux-sur-Mer                                       | Vaux-sur-Mer                                   | Schloss              | Heute das Rathaus (Hôtel de ville, Mairie)                                                  |      |
| Schloss Vénérand Château de Vénérand                                               | Vénérand                                       | Schloss              |                                                                                             |      |
| Schloss Vervant Château de Vervant                                                 | Vervant                                        | Schloss              |                                                                                             |      |
| Burg Villeneuve-la-Comtesse Château de Villeneuve-la-Comtesse                      | Villeneuve-la-Comtesse                         | Burg                 |                                                                                             |      |